# Kaiser-Prachtschmerle
Die Kaiser-Prachtschmerle (Botia udomritthiruji) ist eine Prachtschmerlenart, die im Einzugsbereich des Great Tenasserim River in der Tanintharyi-Region im südlichen Myanmar vorkommt. Die Art wurde nach dem Sammler der Typusexemplare Kamphol Udomritthiruj benannt.

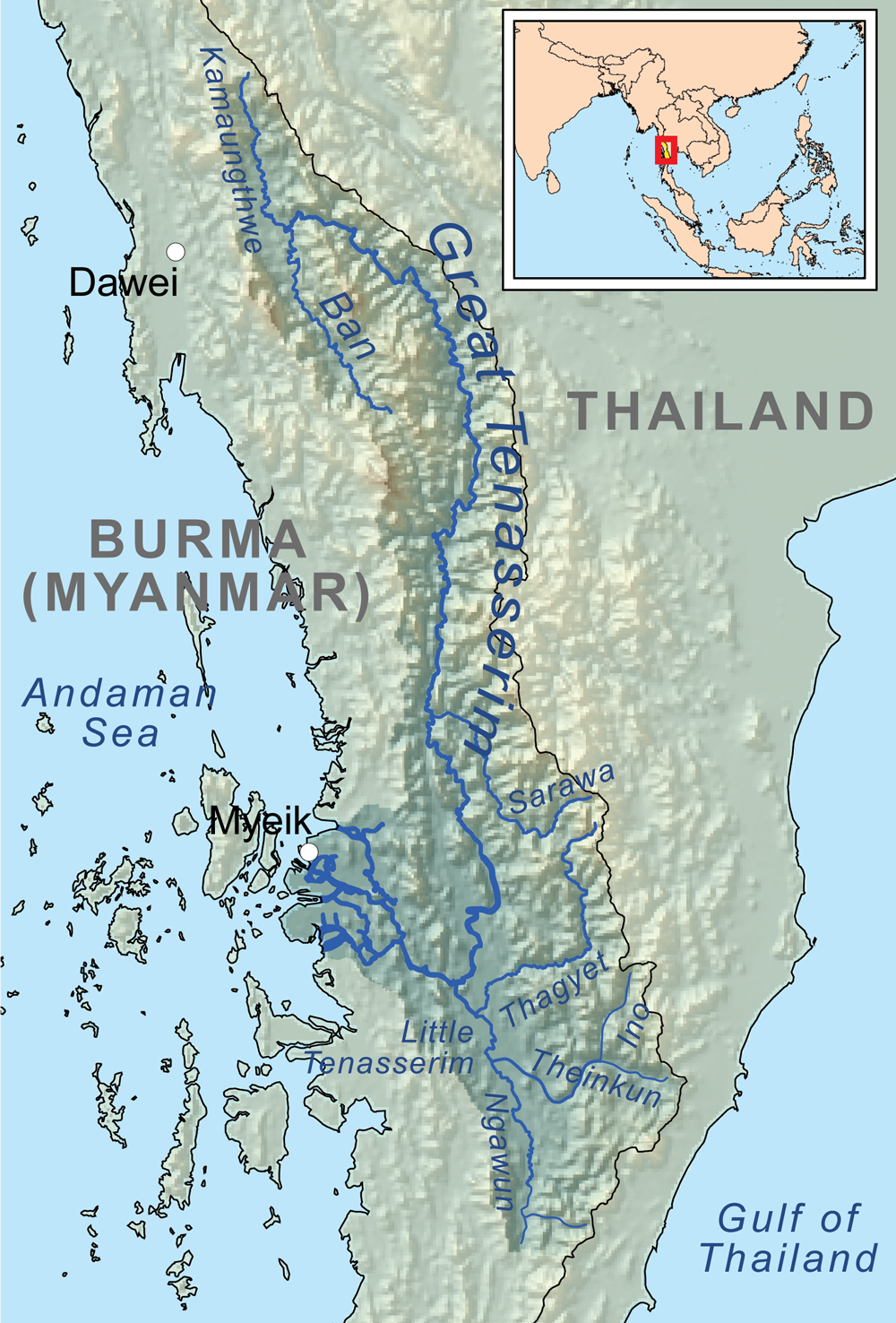
Das Stromgebiet des Great Tenasserim River, Lebensraum der Kaiser-Prachtschmerle

## Merkmale
Die Kaiser-Prachtschmerle kann eine Länge von 11,5 cm erreichen und hat eine typische Prachtschmerlengestalt, also einen langgestreckten, seitlich abgeflachten Rumpf, und eine zugespitzte Schnauze mit einem unterständigen, von Barteln umgebenen Maul. Die Körperhöhe liegt bei 23,4 bis 27,7 % der Standardlänge, die Höhe des Schwanzstiels beträgt 15,9 bis 18,7 % der Standardlänge.
Die Fische sind hell gelblichbraun, einige auch leicht kupferfarben. Auf den Körperseiten zeigen sie fünf dunkle, senkrechte Bänder, die in der Mitte heller sind, so dass sie als Doppelband erscheinen. Das erste liegt im Nacken, das zweite zwischen Nacken und der Rückenflossenbasis, das dritte unterhalb der Rückenflosse, das vierte zwischen Rückenflossenbasis und Schwanzstiel und das fünfte auf dem Schwanzstiel. Die Zwischenräume zwischen den Bändern sind genau so breit wie die Bänder selbst. Der Kopf wird durch zwei dunkle Bänder gemustert. Eins hat die Form eines umgekehrten Ypsilons und sich verzweigt sich unterhalb der Augen. Das zweite verläuft auf der Kopfmitte von der Augenregion bis zur Schnauzenspitze. Bei Exemplaren die eine Körperlänge von 8 bis 10 cm haben, werden die Ränder der Querbänder wellig und einige matte, dunkle, ovale Flecken erscheinen in den hellen Zwischenräumen. Die Kopfzeichnung dehnt sich weiter aus. Sind die Fische größer als 10 cm, so werden die Seitenflecke in den hellen Zonen auffälliger und verschmelzen mit dem Älterwerden zu einem dunklen Längsband. Die hellen Zonen zwischen den dunklen Kopfbändern werden diffus, die Grenzen zwischen hellen und dunklen Bereichen werden unregelmäßig.
Die Rückenflosse hat an der Basis einen dunklen Bereich der eine Fortsetzung des dritten Querbandes der Körperseiten darstellt. Ein unregelmäßiges dunkles Band, das bei Exemplaren die größer als 10 cm sind auch aus eine Reihe unregelmäßiger Flecken bestehen kann, liegt unmittelbar unterhalb der Rückenflossenspitze. Die Brustflossen zeigen im oberen Bereich zwei oder drei unregelmäßige dunkle Balken. Die Bauchflossen besitzen an ihrer Basis einen dunklen Fleck, der bei Exemplaren die kleiner als 8 cm sind auch fehlen kann. Die Afterflosse hat bei Exemplaren die größer als 7 cm sind ein dunkles Band unmittelbar über ihrer Basis und bei einigen Exemplaren die größer als 10 cm sind einen dunklen Fleck unmittelbar unterhalb der Spitze. Die Schwanzflosse zeigt zwei bis vier schräg stehende dunkle Bänder auf jedem Lobus.
- Flossenformel: Dorsale 12, Anale 8–9.

Von den zwei anderen Prachtschmerlenarten in Myanmar kann die Kaiser-Prachtschmerle leicht anhand ihrer Färbung unterschieden werden. Bei der Zebrastreifenschmerle (B. histrionica) sind die dunklen Bänder schmaler und die hellen Zonen dazwischen 1,5- bis 2-mal so breit. Ausgewachsene Exemplare dieser Schmerlenart zeigen ein völlig unregelmäßiges Streifenmuster. Die Sternchenschmerle (B. kubotai) zeigt gelbe Flecke auf einer bräunlichen Grundfärbung. Außerdem ist die Kaiser-Prachtschmerle hochrückiger als die Sternchenschmerle (Körperhöhe 23,4 bis 27,7 % der SL vs. 19,7–24 %) und hat weniger Flossenstrahlen in der Rückenflosse (12 vs. 13–14).

## Lebensweise
Botia udomritthiruji kommt im Great Tenasserim River und in seinen größeren Nebenflüssen auf sandigen und kiesigen Böden vor.